# Independencia (Yaracuy)
Para otras divisiones administrativas con denominación similar, véase Independencia:ciudades y divisiones administrativas.
Independencia, es la capital del Municipio Independencia en la Región Centroccidental en el Estado Yaracuy, forma parte junto al Municipio Cocorote del Área metropolitana de San Felipe y cuenta con las principales instalaciones deportivas y universitarias de Yaracuy, Venezuela.
Se encuentra situada al oeste de la capital de Yaracuy, siendo sus límites por el Norte con el Cerro El Chimborazo perteneciente al Macizo Aroeño, por el Sur con la Autopista Cimarron Andresote, por el este con la Quebrada Guayabal que la separa de la capital y por el oeste con la Quebrada Savayo.
Es importante reseñar que en virtud de la División Político Territorial del Estado Yaracuy establecida en la Gaceta Oficial del Estado Yaracuy año LXXXV-mes II del 5 de noviembre de 1993, esta ciudad se convirtió en capital del municipio Autónomo Independencia, ya que con anterioridad a esta fecha, su condición geopolítica estuvo ligada al municipio San Felipe.
Tiene una extensión de 91.683 y para el año 2023 se estimó una población de 72.972 habitantes con base al censo realizado en el año 2011.

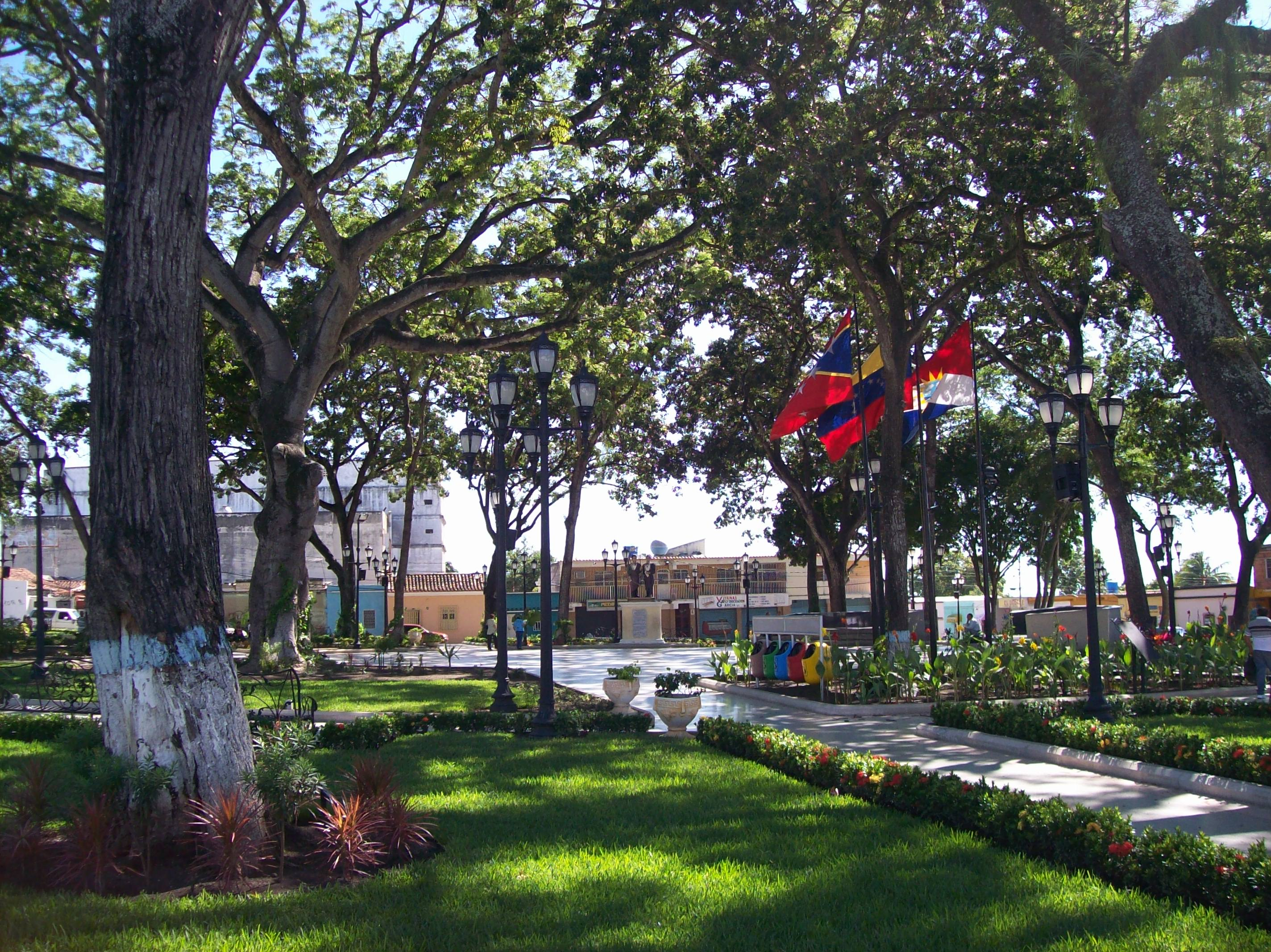
Plaza Bolívar y Sucre de Independencia

## Historia
Se conoce que el 21 de noviembre de 1850 las autoridades yaracuyanas para la época, firmaron el decreto donde se establecía que el caserío denominado "La Sabana", situado al oeste de San Felipe, pasaba a la categoría de Parroquia Civil, ostentando el nombre de Independencia. Su condición político-administrativa se anexaba a la capital del estado. Transcurrido veinte años de su nacimiento, la parroquia Independencia comienza a crecer geográficamente ya que en el año 1870, se le anexa parte del territorio de la entonces parroquia San Jerónimo de Cocorote.
Con el devenir del tiempo, la parroquia comienza a poblarse de manera ascendente. Las barriadas van naciendo y consolidándose con pintorescos nombres tales como Los muerticos (Hoy Simón Bolívar), Cementerio, Sabaneta, Alegría, Palotal, Juventud, El Samán, Los Mochuelos, Brisas del estadio, Brisas del terminal. Y más hacia el norte con El campito, Las Madres, San Rafael, La Ceibita, entre otros. Se le van anexando igualmente urbanismos tales como Fundesfel, 24 de Julio, Los Pinos, Los Sauces, Canaima, San Juan, San Miguel, Cascabel, Prados del Norte, Vista Alegre y La Villa, entre otros. Y ya con la apertura del siglo XXI, otras urbanizaciones como La Rosaleda, Terrazas del Norte, Savayo, Los Mangos, entre otros, hacen su aparición. 
Vale destacar que en los años 70, la otrora parroquia sanfelipeña ve cambiar su fisonomía con la instalación y puesta en marcha de la Zona Industrial de San Felipe, la cual alberga un importante número de establecimientos industriales, así como también alberga a la Fundación CIEPE organismo de investigación agroindustrial. En la misma década, el Instituto Universitario de Tecnología de Yaracuy IUTY, abre sus puertas como la primera Casa de Estudios Superiores en la entidad Yaracuyana. Independencia recibe el honor de ser capital del municipio autónomo Independencia -como ya se mencionó-, durante el año 1993.
Luego de su ascenso a capital del municipio, la noble localidad no dejó de recibir parabienes. Durante el año 1997 se realizaron los XII Juegos Nacionales Juveniles "Yaracuy 97" dentro de su jurisdicción. A partir de este evento, se desarrolló una importante infraestructura deportiva que es orgullo de todos los yaracuyanos.
Igualmente, la Universidad Experimental del Yaracuy (UNEY) se instaló en sus predios en el año 1999.

## Geografía
La características  más importante de la ciudad es su condición urbana, con un clima interior transicional que alcanza temperaturas medias anuales de 24,8 °C, con una mínima media de 19,8 °C y una máxima media de 29,8 °C (en incremento). Los suelos de la ciudad son catalogados como fluvisoles.